# Lanificio Rivetti
Lanificio Rivetti S.p.A. era un'azienda italiana che operava nel settore tessile, più precisamente nel campo laniero, operando in diversi stabilimenti, e arrivò ad avere 8.000 dipendenti.

## Storia
Fondata nel 1872 da Giuseppe Rivetti come Lanificio Giuseppe Rivetti&Figli, (successivo al Lanificio Rivetti padre e figlio fondato nel 1866 dal ramo dei Rivetti-Badone) con l'apertura del primo stabilimento a Mosso, comune della provincia di Biella, nel 1879 già contava 3 fabbriche (Pianezze, Callabiana, Vallemosso), poi riuniti in un unico impianto a Biella, nel 1886, nell'odierna Piazza Cernaia. Con il Novecento, l'azienda diventa Lanificio Rivetti S.A. e inizia a specializzarsi nella produzione di cascami di rayon.
Nel 1950 fonda a Firenze la società Lini e Lane, poi insediatasi a Maratea, con l'aiuto della Cassa del Mezzogiorno.
Dal 1962 con le prime avvisaglie della crisi industriale e la morte di Oreste Rivetti (così influente che sembra abbia imposto la deviazione del tracciato dell'Autostrada Torino-Milano, perché passasse da Santhià e Carisio, per agevolare i traffici biellesi) inizia il declino dell'azienda che termina nel 1971 con la fine della produzione industriale e della storia dei Lanifici.
Dal 1952, anno in cui gli altri fratelli avevano venduto le loro azioni nei lanifici per investire in GFT, era rimasto solo al timone dell'industria di famiglia.
L'unica società del complesso industriale a proseguire le attività fino a metà degli anni Novanta è stata la ex Pettinature Rivetti S.A., venduta a Nuova Pettinature Riunite S.p.A.. Nata nel 1939 sempre all'interno dell'omonimo gruppo con produzione sita nel contiguo stabilimento di Via Carso, progettato da Giuseppe Pagano. Successivamente, diventa Pettinatura San Paolo S.p.A., partecipata al 50% da IMI, proprio nel 1971 era stata oggetto di un'interrogazione parlamentare (4-19500, On. Tempia Valenta) che la definiva abbastanza sviluppata tecnologicamente e che dispone di maestranze altamente qualificate, senza eccessive flessioni di commesse di lavoro. Inoltre, si asseriva che la società fosse nelle mire di IFI e Samgai, controllate del gruppo Fiat.

## Complesso industriale

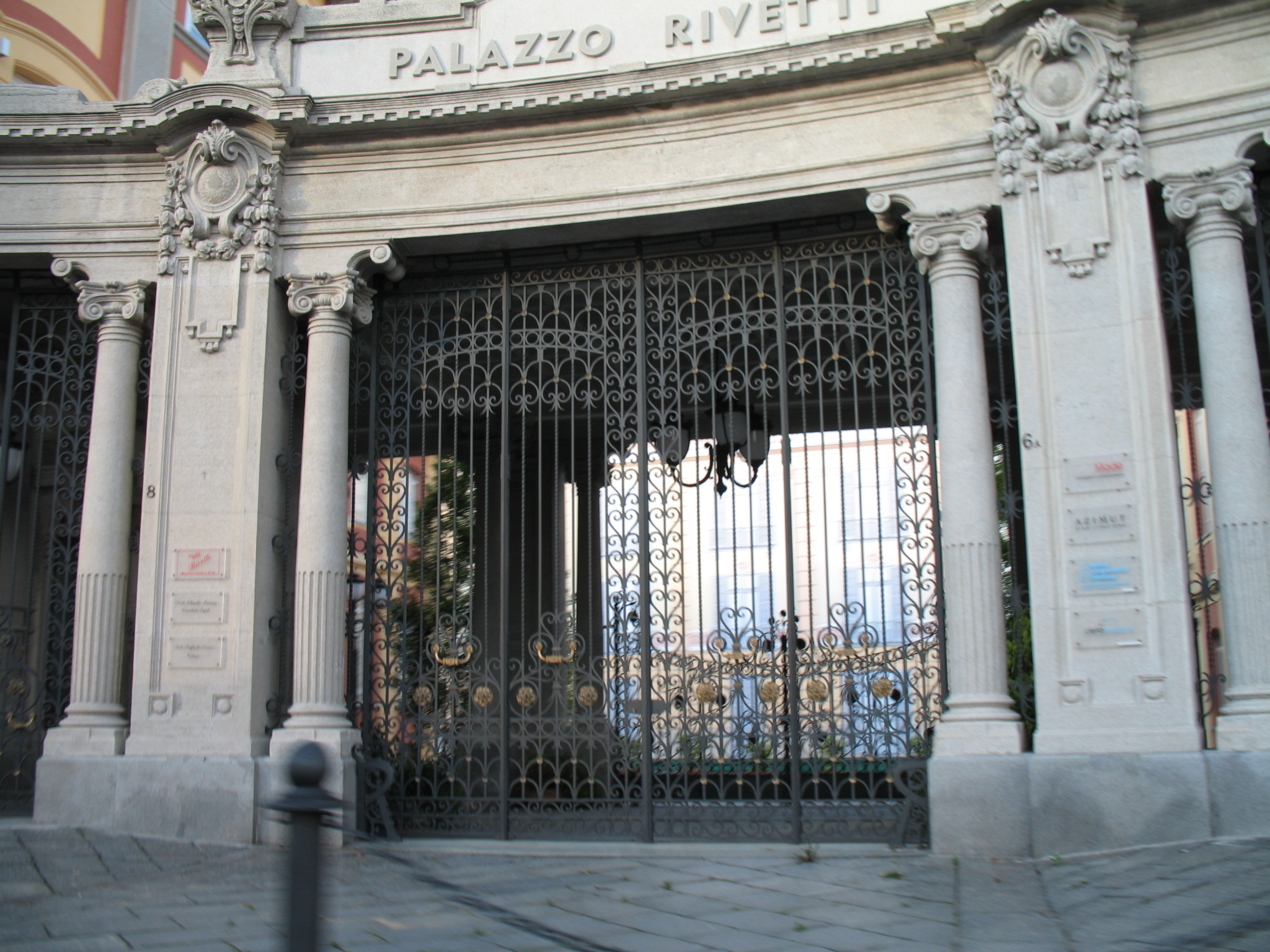
La cancellata di accesso al ristrutturato Palazzo Rivetti

Il vasto complesso industriale si estendeva dall'odierna Via Repubblica alla Via Carso, per un totale di 47.000 m² e un valore attuale di immobili e terreni di 4 milioni di euro. Nel 1987 è stata abbattuta una sezione del complesso per la costruzione di una nuova strada, rendendo gli stabili di Via Repubblica e di Via Carso due entità distinte.
Se l'area industriale lungo via Carso è completamente abbandonata ed esposta al degrado, è stato recuperato uno dei due fabbricati sito in Via Repubblica (di proprietà comunale e ceduti gratuitamente alla società che ha eseguito i lavori) e ridenominato Palazzo Rivetti: i lavori sono stati abbandonati per quanto riguarda la ristrutturazione del secondo immobile, in seguito al fallimento della società vincitrice dell'appalto, proprietaria anche del complesso industriale di via Carso, in quanto aveva presentato un piano di intervento finanziariamente non sostenibile, ritrovandosi quindi con una vasta proprietà immobiliare in mano che non poteva essere sfruttata economicamente e oberata dai debiti contratti con svariati istituti di credito.
Sono allo studio progetti per la realizzazione di un parcheggio multipiano nell'area adibita a parcheggio dei due fabbricati di Via Repubblica e una trattativa da parte del Comune di Biella per riacquistare l'area dei Lanifici in Via Carso.